# ۱۰۱۳ (خورشیدی)
۱۰۱۳ هزار و سیزدهمین سال هجری خورشیدی است.